# 细瘦马先蒿
细瘦马先蒿（学名：Pedicularis gracilicaulis）是列当科马先蒿属的植物，为中国的特有植物。分布在中国大陆的云南等地，生长于海拔3,000米至3,300米的地区，常生长在高山草地中，目前尚未由人工引种栽培。